# 산드로 무나리

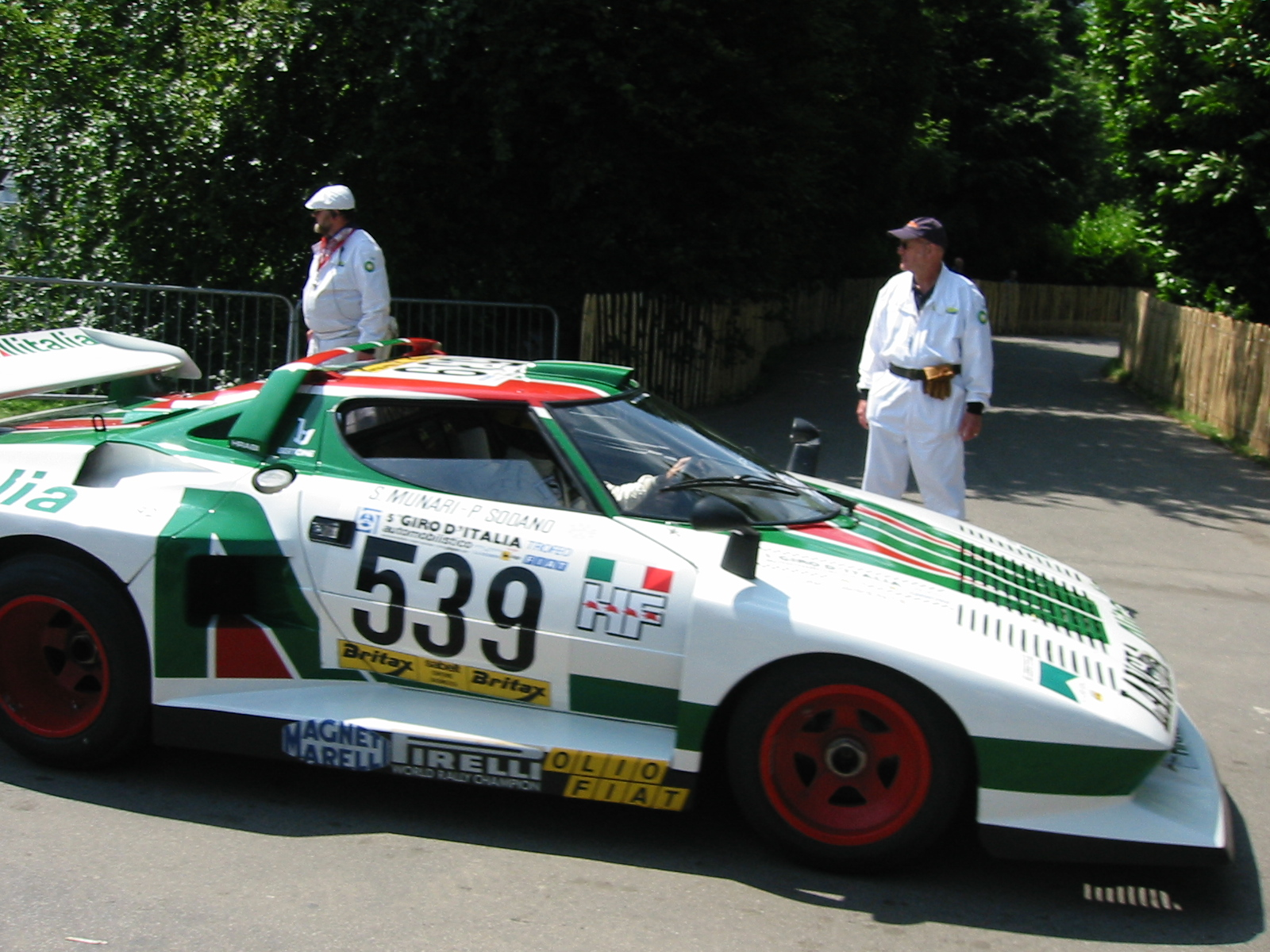
2005년의 산드로 무나리

산드로 무나리(이탈리아어: Sandro Munari, 1940년 3월 27일 ~ )는 이탈리아의 자동차 경주 선수이다. 선수 생활 동안 란차 팀에서 활약하였고, 1984년에 활동을 마쳤다.